# Lijst van spoorwegstations in Flevoland
Dit is een lijst van spoorwegstations in de provincie Flevoland.

## Huidige stations

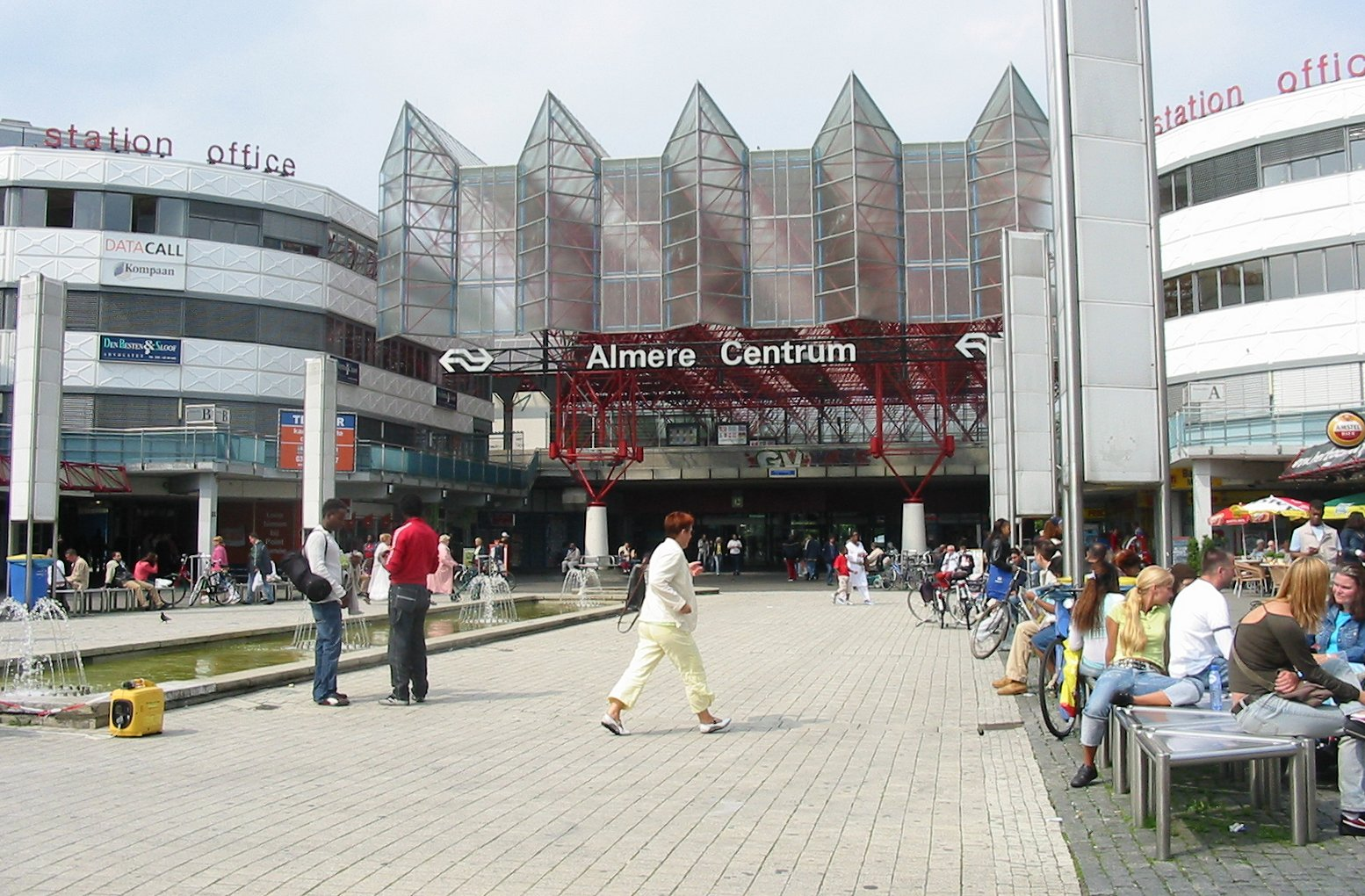
Station Almere Centrum

- Almere
  - Buiten
  - Centrum
  - Muziekwijk
  - Oostvaarders
  - Parkwijk
  - Poort
- Dronten
- Lelystad Centrum